# Wszczepialny kardiowerter-defibrylator serca

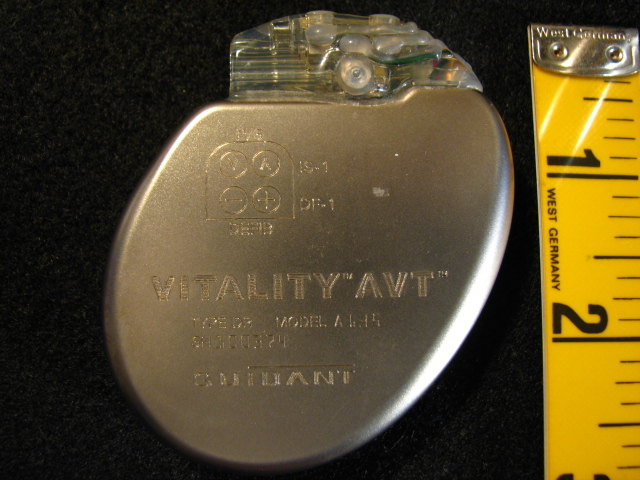
Wszczepialny kardiowerter-defibrylator

Wszczepialny kardiowerter-defibrylator serca (ang. ICD, implantable cardioverter defibrillator) – wszczepialne urządzenie medyczne, mające za zadanie przerwać potencjalnie groźną dla życia arytmię i przywrócić rytm zatokowy serca. Wszczepienia urządzenia dokonuje się u chorych, u których pomimo leczenia farmakologicznego istnieje duże ryzyko wystąpienia groźnych dla życia (tak zwanych złośliwych) zaburzeń rytmu serca, mogących doprowadzić do nagłego zatrzymania krążenia i śmierci sercowej.
Wskazaniami do tego typu leczenia są:
- przebyte zatrzymania krążenia w mechanizmie migotania komór[1]
- częstoskurcz komorowy niestabilny hemodynamicznie (przebiegający z zaburzeniami krążenia)
- obecnie coraz częściej wskazania do wszczepienia ICD są rozszerzane o przypadki, o których wiadomo, że mogą doprowadzić do zaburzeń rytmu w powyższych mechanizmach. Należą do nich między innymi zespół Brugadów, zespół długiego QT, niewydolność serca z niską frakcją wyrzutową lub kardiomiopatię przerostową. Aktualnie zalecenia te nie są ostatecznie ustalone i dość często ulegają zmianom[2]

## Technika wszczepienia

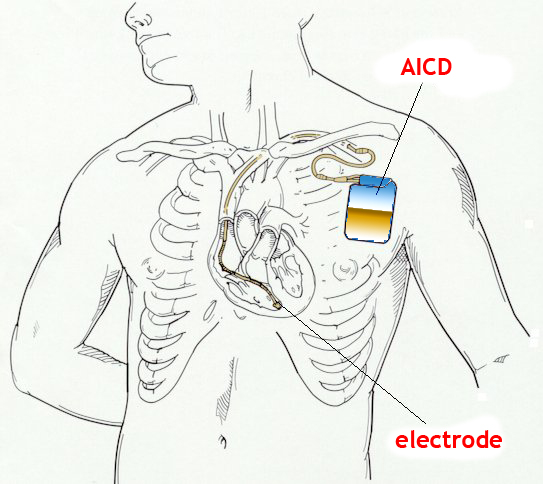
Automatyczny wszczepialny kardiowerter-defibrylator.

Początki tej metody leczniczej sięgają lat 80. XX wieku i zapoczątkowane były w Sinai Hospital w Baltimore. W pionierskich pracach uczestniczył Michel Mirowski, który po wojnie był studentem Akademii Medycznej w Gdańsku. Jednak po roku nauki opuścił Gdańsk i wyjechał do Palestyny i następnie USA. Początkowo implantacja wymagała otwarcia ściany klatki piersiowej a elektrody umieszczane były bezpośrednio na sercu (tak zwane elektrody nasierdziowe). Następnie dzięki miniaturyzacji opracowano metodę umożliwiającą przezżylne wprowadzenie elektrody do prawej komory serca, a sam kardiowerter-defibrylator implantowany jest na mięśniu piersiowym klatki piersiowej (podobnie jak sztuczny rozrusznik serca).
Początkowo układ elektryczny kardiowertera-defibrylatora potrafił jedynie wykonać defibrylację. Rozwój elektroniki doprowadził do tego, że urządzenia te ponadto potrafią wykonać kardiowersję, działać na zasadzie rozrusznika serca, analizować i rejestrować epizody arytmii.
Zabieg wszczepienia ICD dokonuje się w znieczuleniu miejscowym. Następnie pacjenta poddaje się znieczuleniu ogólnemu – określa się podczas niego tak zwany próg defibrylacji, czyli określa się jaki poziom energii jest potrzebny do przerwania arytmii. Kilka dni po wszczepieniu wykonuje się test wysiłkowy, który ułatwia wychwycenie ewentualnych zaburzeń pracy ICD, ale pozwala również na lepsze, zależne od aktywności pacjenta, dostrojenie pracy kardiowertera-defibrylatora. Zwykle po 7 dniach wykonuje się dodatkowo kontrolną próbę progu defibrylacji. Pacjent wypisywany jest do domu, jednak z częstością 3 – 6 miesięcy wymaga kontroli pracy ICD.

## Ograniczenia aktywności życiowej po wszczepieniu ICD
Po wszczepieniu ICD należy bezwzględnie unikać działania pól elektromagnetycznych, nie wyłączając tych emitowanych przez radio CB czy telefon komórkowy (powinien być używany po przeciwnej stronie od miejsca implantacji). Należy także unikać podnoszenia ciężkich przedmiotów, nie wolno mieć wykonanego badania MRI, choć pojawiają się już pierwsze urządzenia odporne na działanie pola magnetycznego wytwarzanego przez urządzenia MRI.

## Postępowanie w przypadku aktywności ICD

Zapis EKG otrzymany z ICD, przedstawiający epizod częstoskurczu komorowego wielokształtnego (torsade de pointes), skutecznie przerwany wyładowaniem urządzenia

W momencie zadziałania ICD pacjent może nie odczuwać żadnych wrażeń, choć w przypadku kardiowersji odczuwa zwykle uderzenie w klatce piersiowej, a w przypadku defibrylacji wręcz kopnięcie. Osoba ewentualnie dotykająca danej osoby, również może odczuwać mrowienie, nie jest to jednak niebezpieczne.
W przypadku zadziałania ICD pacjent powinien czym prędzej usiąść lub się położyć. Jeżeli po wyładowaniu ICD nie poczuje się dobrze, powinien wezwać pogotowie ratunkowe. W przypadku dobrego samopoczucia może powrócić do poprzedniej aktywności, powinien jednak w przeciągu 24 godzin skonsultować się z lekarzem.

## Sytuacja w Polsce
W Polsce w 2005 roku w 43 ośrodkach zajmujących się wykonywaniem tej procedury wszczepiono 1503 urządzenia typu ICD (liczba obejmuje wszczepienia nowe jak i wymiany).